# Origin (manga)
Pour les articles homonymes, voir Origin.
Origin (stylisé ORIGIN) est une série manga de Boichi. Elle est prépubliée dans le magazine seinen Weekly Young Magazine de Kōdansha entre septembre 2016 et février 2019 et compilée en un total de dix volumes tankōbon. La version française est publiée par Pika Édition.
En 2019, Origin remporte le Grand Prix de la Division Manga du 22ème Japan Media Arts Festival.

## Publication
Origin, écrit et illustré par Boichi, est publié en série dans le magazine seinen de Kōdansha, Weekly Young Magazine, du 5 septembre 2016 au 9 février 2019,. Kōdansha rassemble ses chapitres en dix volumes tankōbon, sortis entre le 6 janvier 2017 et le 6 juin 2019.
La version française est éditée en intégralité par Pika Édition en 10 volumes sortis entre le 6 juin 2018 et le 6 juin 2019. Lors de leur panel à Anime NYC (en) 2022, Kodansha USA annonce avoir obtenu la licence du manga pour une sortie en version anglaise à l'automne 2023, avec un premier volume sorti le 21 novembre 2023.

### Liste des volumes
| no | Japonais        | Japonais          | Français         | Français          |
| no | Date de sortie  | ISBN              | Date de sortie   | ISBN              |
| -- | --------------- | ----------------- | ---------------- | ----------------- |
| 1  | 6 janvier 2017  | 978-4-06-382908-2 | 6 juin 2018      | 978-2-8116-3796-5 |
| 2  | 6 avril 2017    | 978-4-06-382946-4 | 5 septembre 2018 | 978-2-8116-4293-8 |
| 3  | 4 août 2017     | 978-4-06-510075-2 | 28 novembre 2018 | 978-2-8116-4466-6 |
| 4  | 6 novembre 2017 | 978-4-06-510350-0 | 13 mars 2019     | 978-2-8116-4688-2 |
| 5  | 6 mars 2018     | 978-4-06-511092-8 | 5 juin 2019      | 978-2-8116-4689-9 |
| 6  | 7 mai 2018      | 978-4-06-511452-0 | 4 septembre 2019 | 978-2-8116-5031-5 |
| 7  | 6 août 2018     | 978-4-06-512408-6 | 27 novembre 2019 | 978-2-8116-5230-2 |
| 8  | 6 novembre 2018 | 978-4-06-513441-2 | 4 mars 2020      | 978-2-8116-5427-6 |
| 9  | 6 février 2019  | 978-4-06-514512-8 | 1er juillet 2020 | 978-2-8116-5458-0 |
| 10 | 6 juin 2019     | 978-4-06-515744-2 | 2 septembre 2020 | 978-2-8116-5794-9 |

## Réception
Origin remporte le Grand Prix de la Division Manga du 22ème Japan Media Arts Festival en 2019,.